# Chyna
Chyna, geboren als Joanie Marie Laurer (Rochester (New York), 27 december 1969 – Redondo Beach (Californië), 20 april 2016) was een Amerikaans bodybuilder, professioneel worstelaarster en (porno)actrice. Ze was vooral bekend van haar tijd bij World Wrestling Federation (WWF), als lid van de groep D-Generation X.

## In worstelen
- Finishers
  - DDT
  - Gorilla press slam

- Signature moves
  - Pedigree (Double underhook facebuster)
  - Powerbomb
  - Handspring back elbow
  - Jawbreaker
  - Low blow
  - Powerslam

- Worstelaars gemanaged
  - D-Generation X
  - Eddie Guerrero
  - The Corporation
  - Triple H
  - Shawn Michaels

- Bijnaam
  - "The Ninth Wonder of The World"

## Prestaties
- International Wrestling Federation
  - IWF Women's Championship (1 keer)

- Ladies International Wrestling Association
  - Rookie of the Year (1998)

- Professional Girl Wrestling Association
  - Rookie of the Year (1996)

- World Wrestling Federation
  - WWF Intercontinental Championship (3 keer)
  - WWF Women's Championship (1 keer)